# Safranbolu
Safranbolu (tiếng Hy Lạp: Σαφράμπολις, Saframpolis) là một thị xã và một quận của tỉnh Karabük trong khu vực Biển Đen của Thổ Nhĩ Kỳ. Vị trí của thị xã này có thể mô tả gần đúng là khoảng 200 km về phía bắc thành phố Ankara và khoảng 100 km phía nam bờ của biển Đen, hoặc chính xác hơn là khoảng 9 km phía bắc của thành phố Karabük. Tên trước kia bằng tiếng Thổ Nhĩ Kỳ là Zalifre và Taraklıborlu.
Theo cuộc điều tra dân số năm 2000 thì số dân của quận là 47.257 người, trong đó 31.697 người sống tại thị xã Safranbolu. Quận này có diện tích là 1.000 km² và thị xã nằm trên độ cao 485 m.
Thành cổ còn bảo tồn được nhiều ngôi nhà cổ, với 1.008 cổ vật lịch sử đã đăng ký. Đó là: 1 bảo tàng tư, 25 thánh đường Hồi giáo, 5 ngôi mộ, 8 đài phun lịch sử, 5 nhà tắm kiểu Thổ Nhĩ Kỳ, 3 trạm nghỉ qua sa mạc, 1 tháp chuông lịch sử, 1 tháp đồng hồ lịch sử, 1 đồng hồ mặt trời và hàng trăm ngôi nhà cùng lâu đài. Cũng có các gò đống của các nơi định cư thời xưa, các ngôi mộ bằng đá và các cầu lịch sử.
Thành cổ nằm ở một khe núi sâu trong khu vực khá khô ráo trong bóng mưa của các dãy núi. Thành mới nằm ở vùng cao nguyên, cách thành cổ khoảng 2 km về phía tây.
Tên của thành phố phái sinh từ chữ saffron (nghệ tây), vì Safranbolu là nơi buôn bán và là trung tâm gieo trồng nghệ tây. Ngày nay, nghệ tây vẫn còn được trồng ở làng Davutobası, cách thị xã Safranbolu 22 km về phía đông và có lẽ là nghệ tây có chất lượng tốt nhất thế giới.
Safranbolu đã được UNESCO công nhận là di sản thế giới năm 1994 do các kiến trúc và các ngôi nhà từ thời đế quốc Ottoman được bảo tồn tốt.

## Thành phố kết nghĩa
- Elabuga, Nga[4].

## Hình ảnh

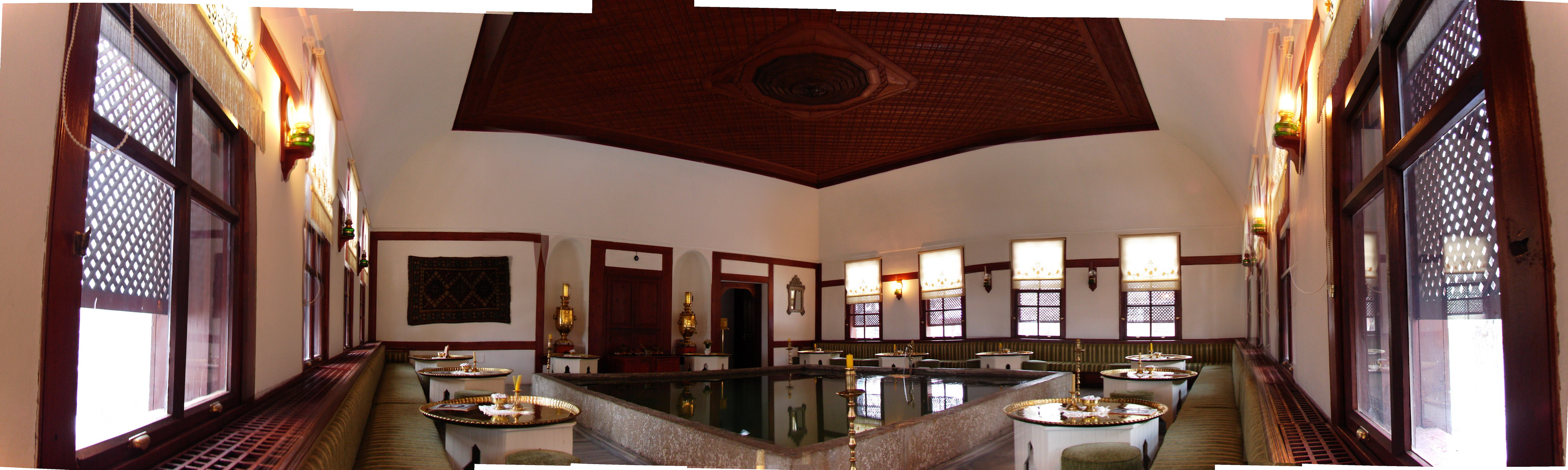
Bên trong của Asmazlar konak
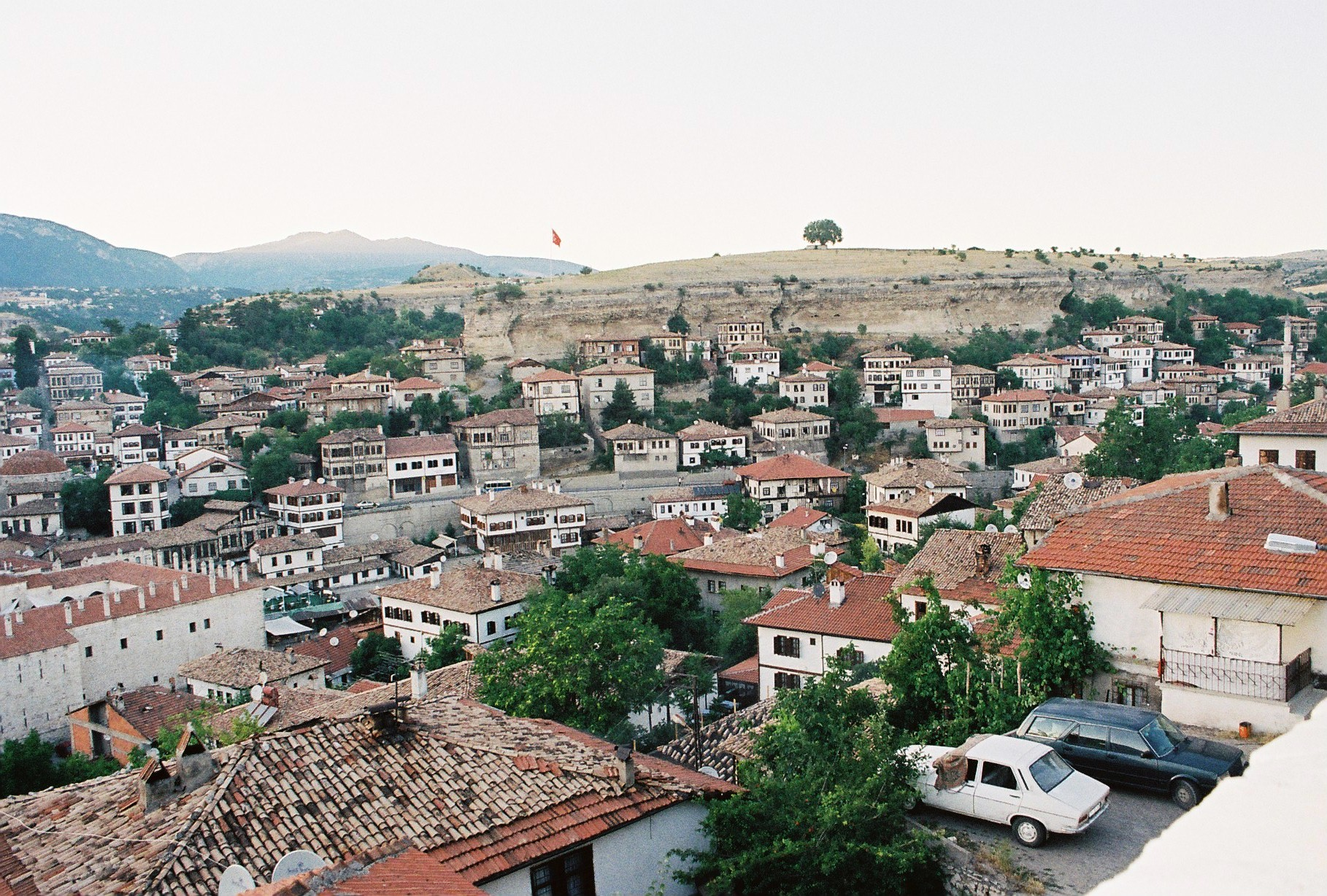
Cảnh quan chung
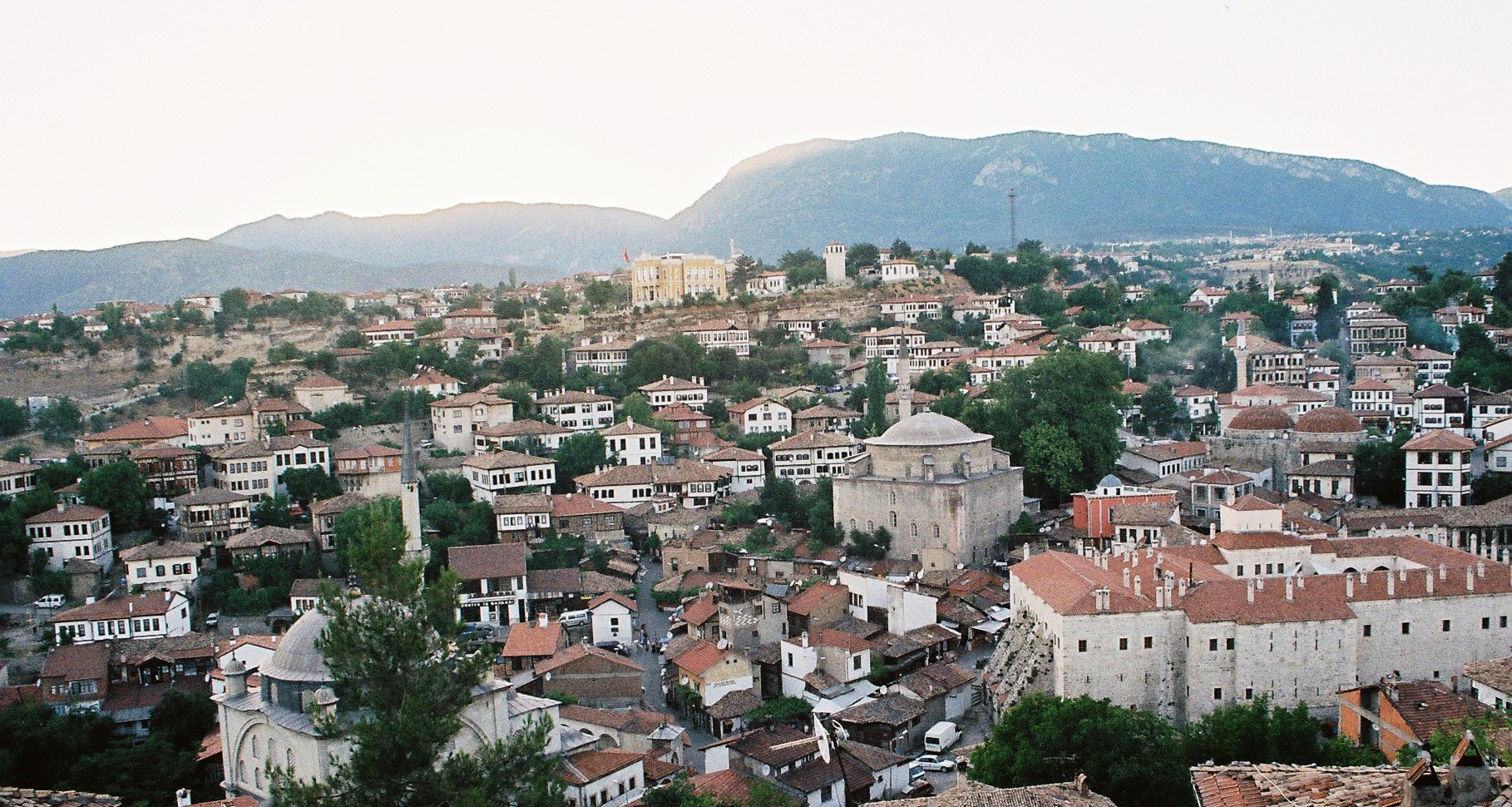
Cảnh quan chung
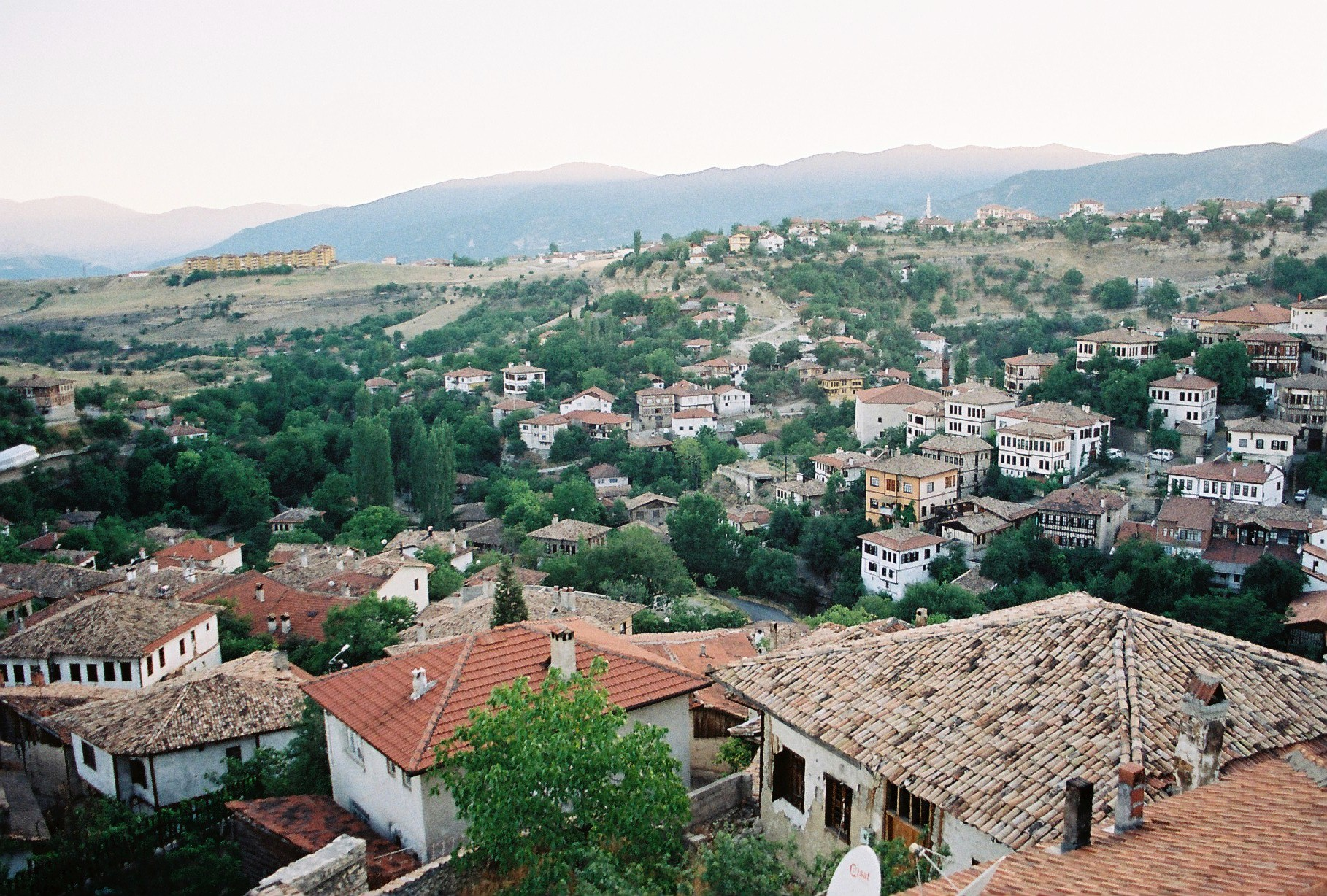
Cảnh quan chung
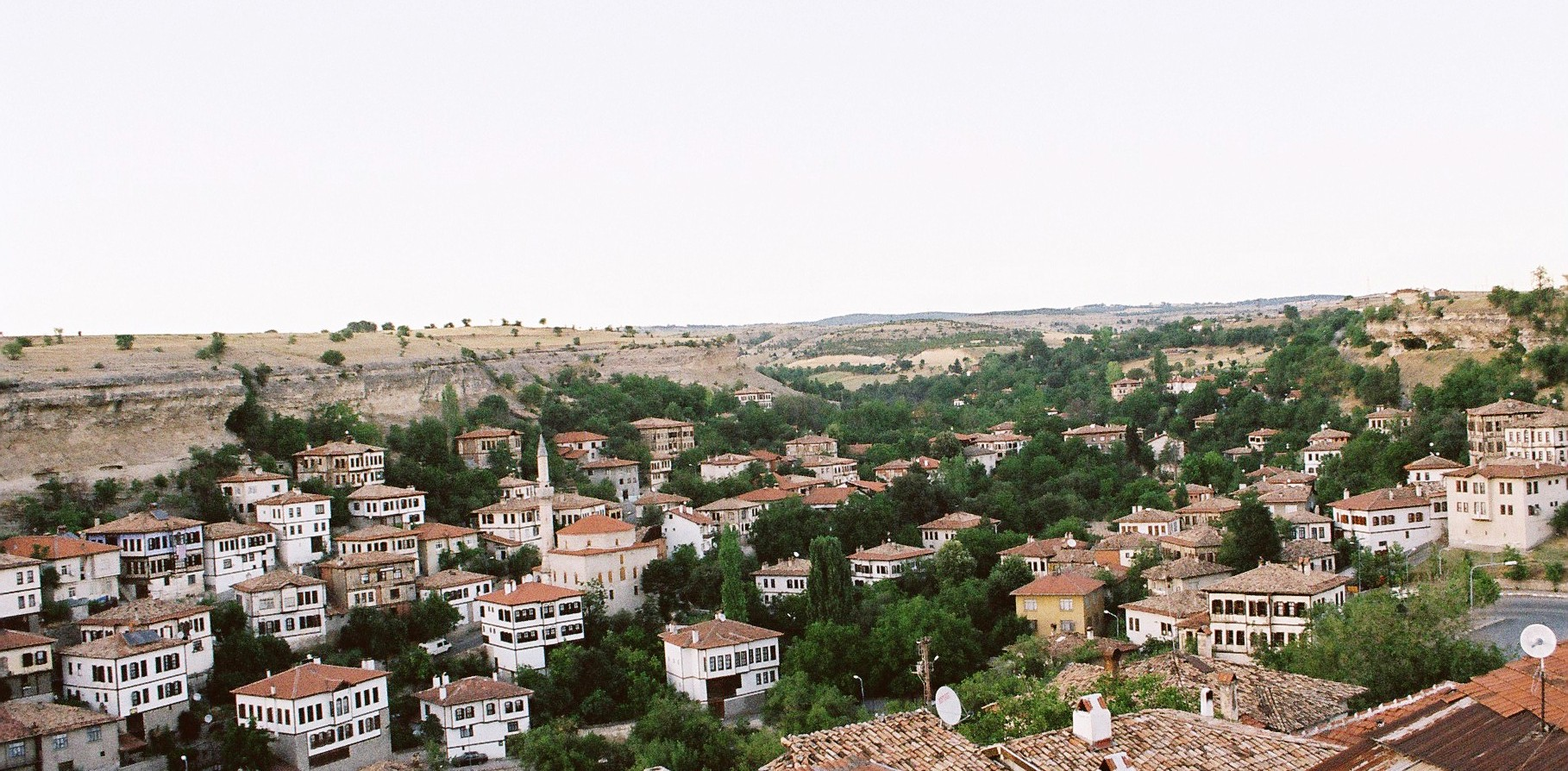
Cảnh quan chung
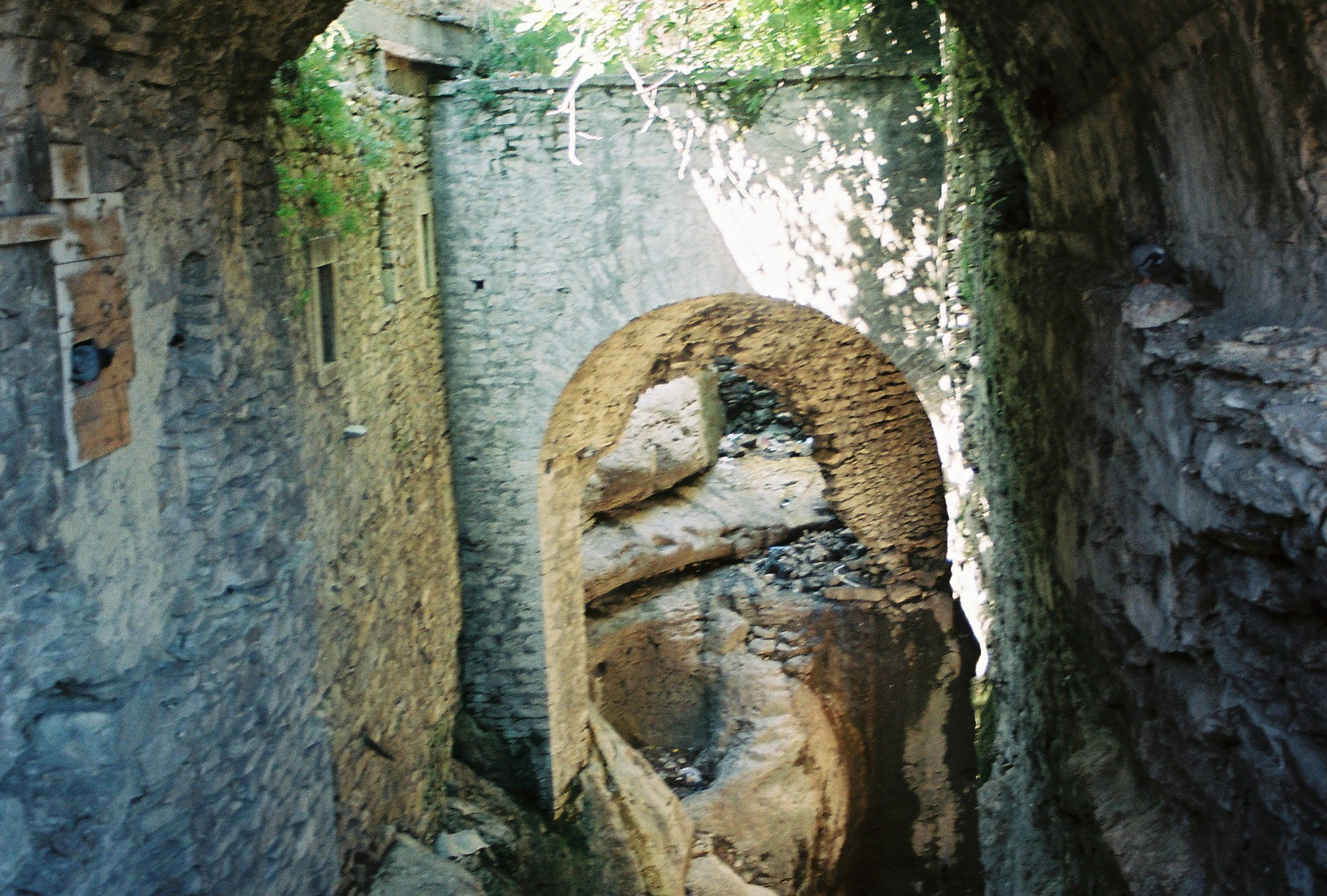
Công trình xây dựng của người La Mã trên suối nhỏ phía dưới các tòa nhà và đường phố tại trung tâm lịch sử
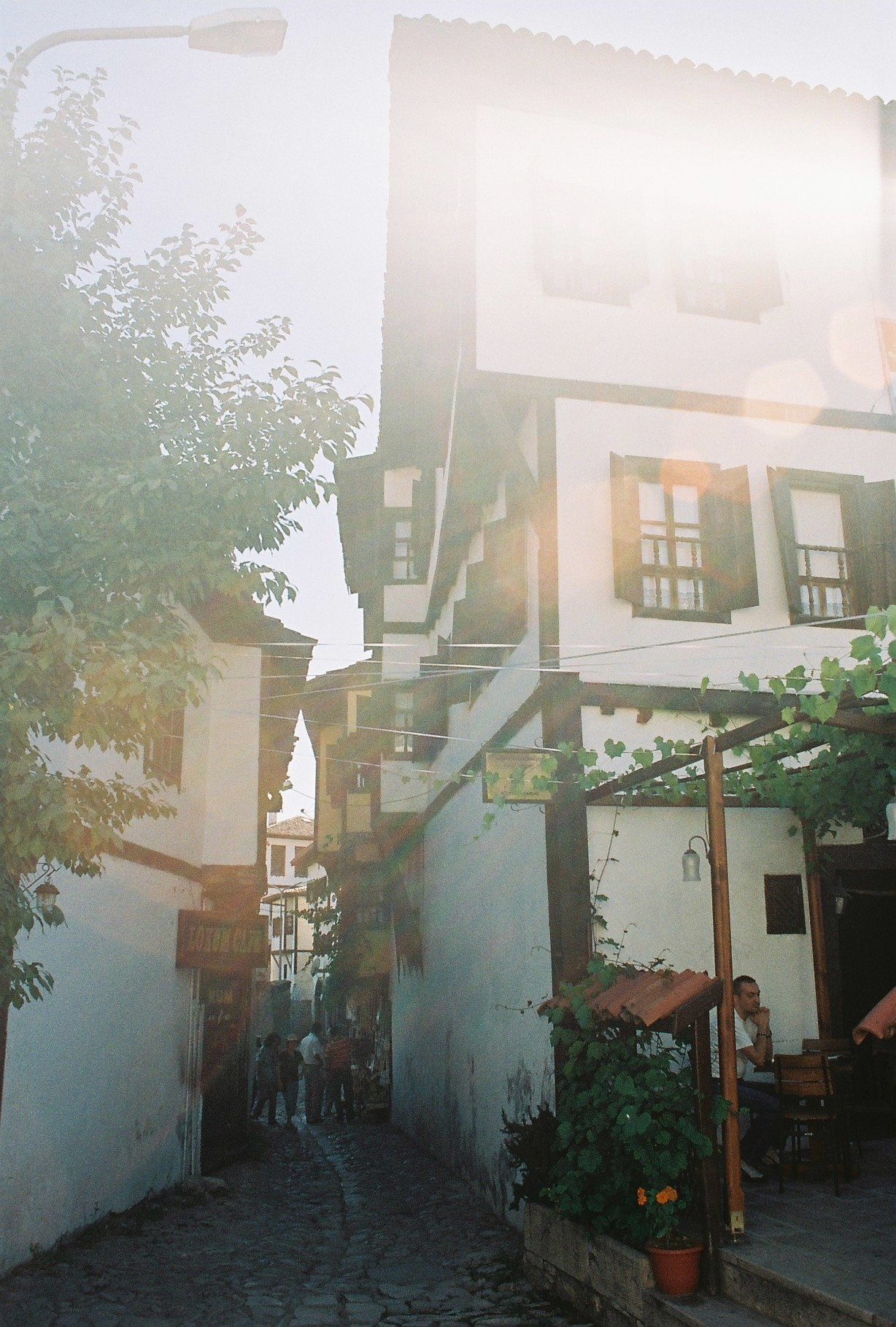
Đường phố trong trung tâm lịch sử
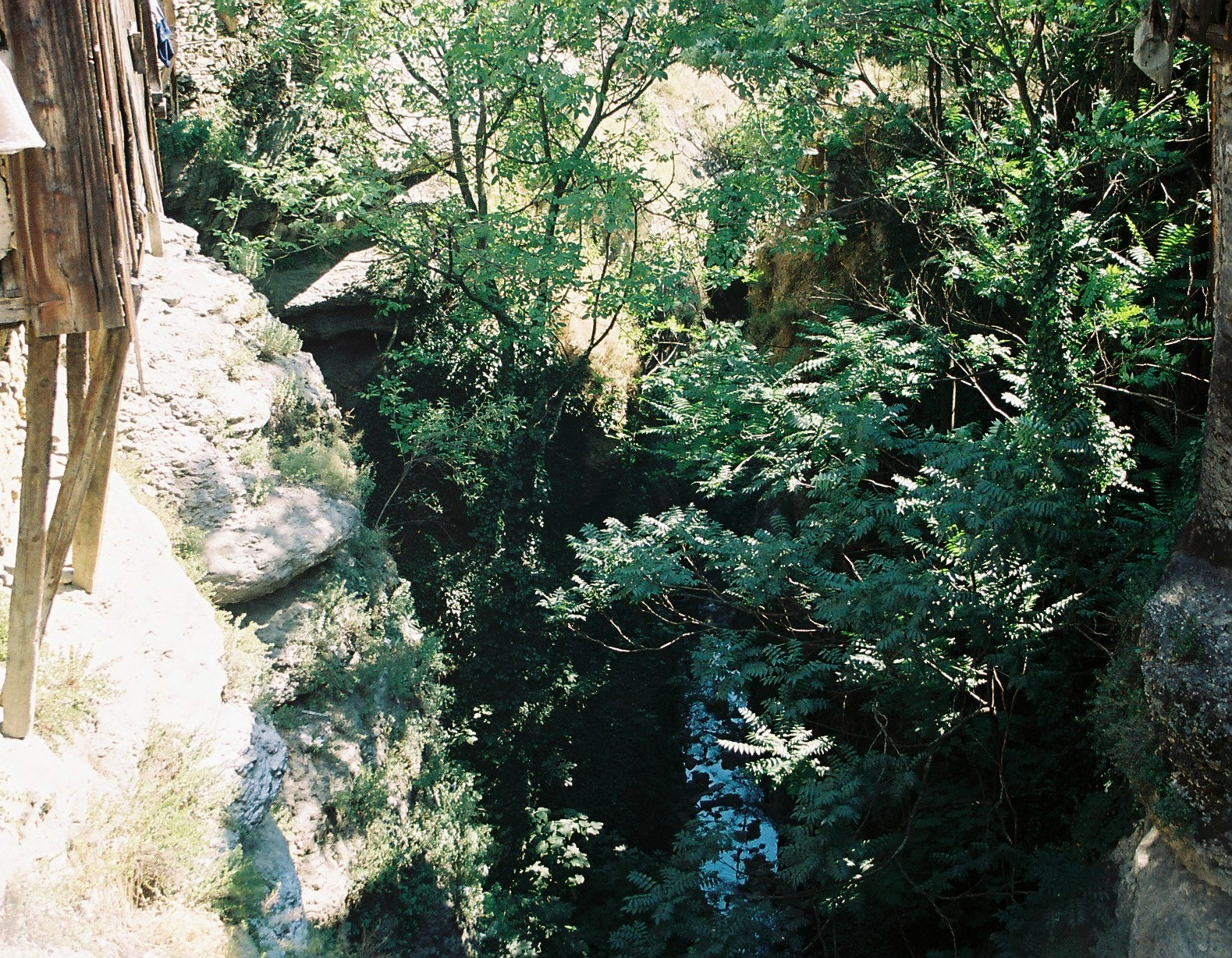
Suối nhỏ dưới các tòa nhà và đường phố tại trung tâm lịch sử
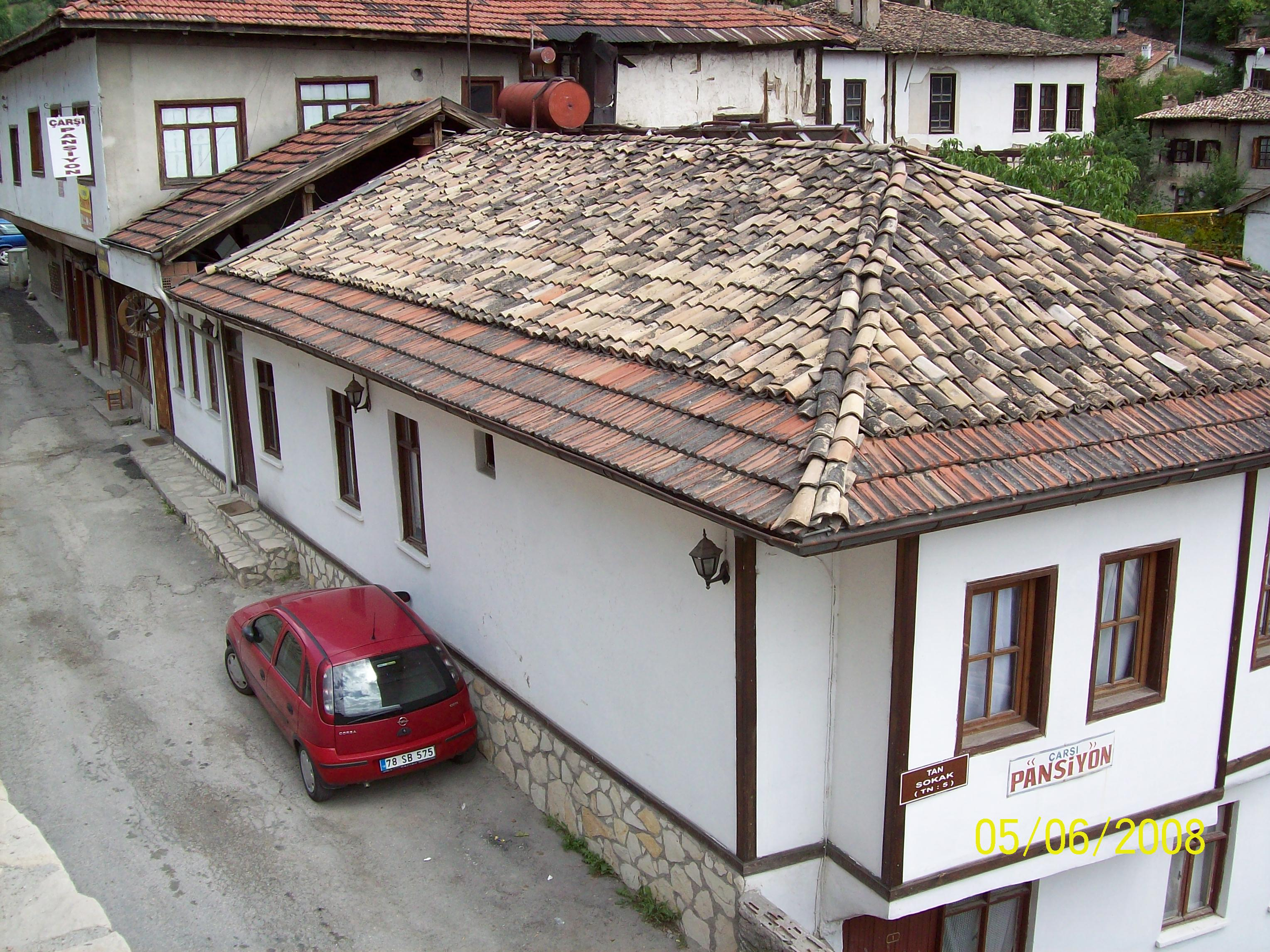
Safranbolu Pansiyon - nhà dưỡng lão tại Safranbolu
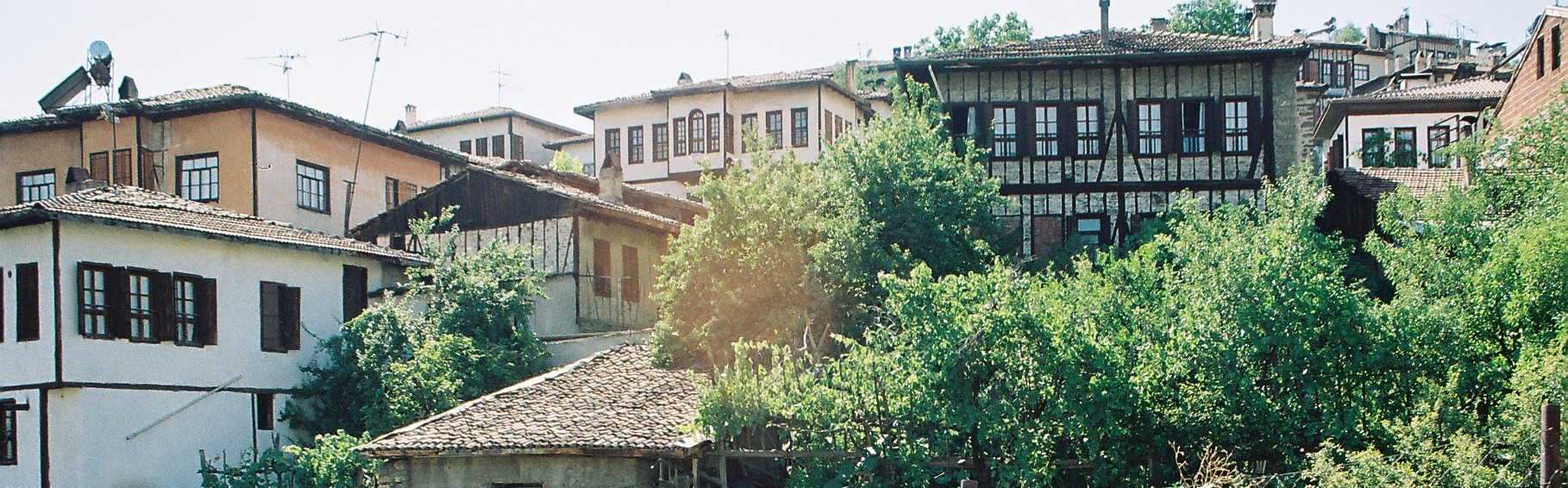
Nhà truyền thống
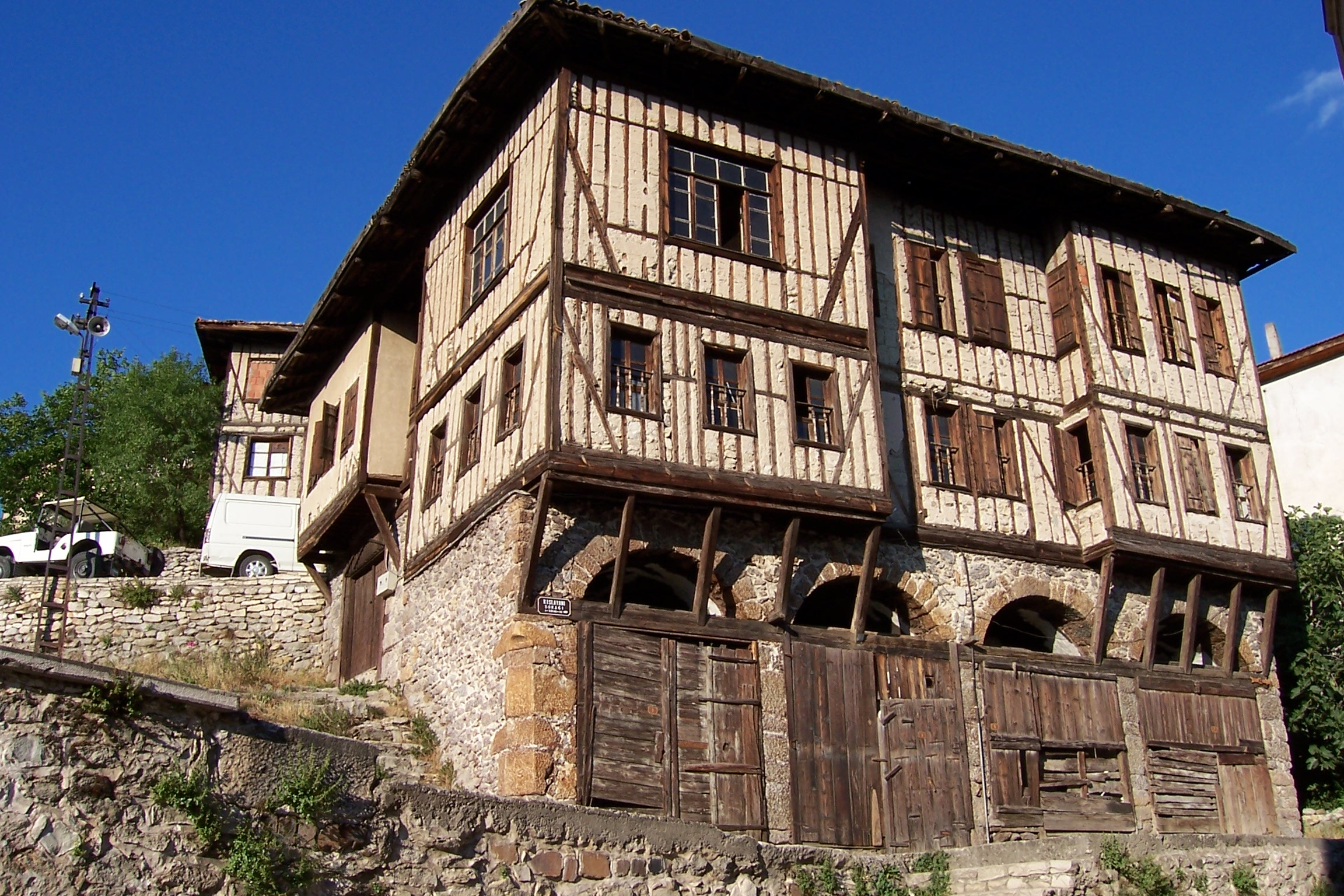
Nhà truyền thống
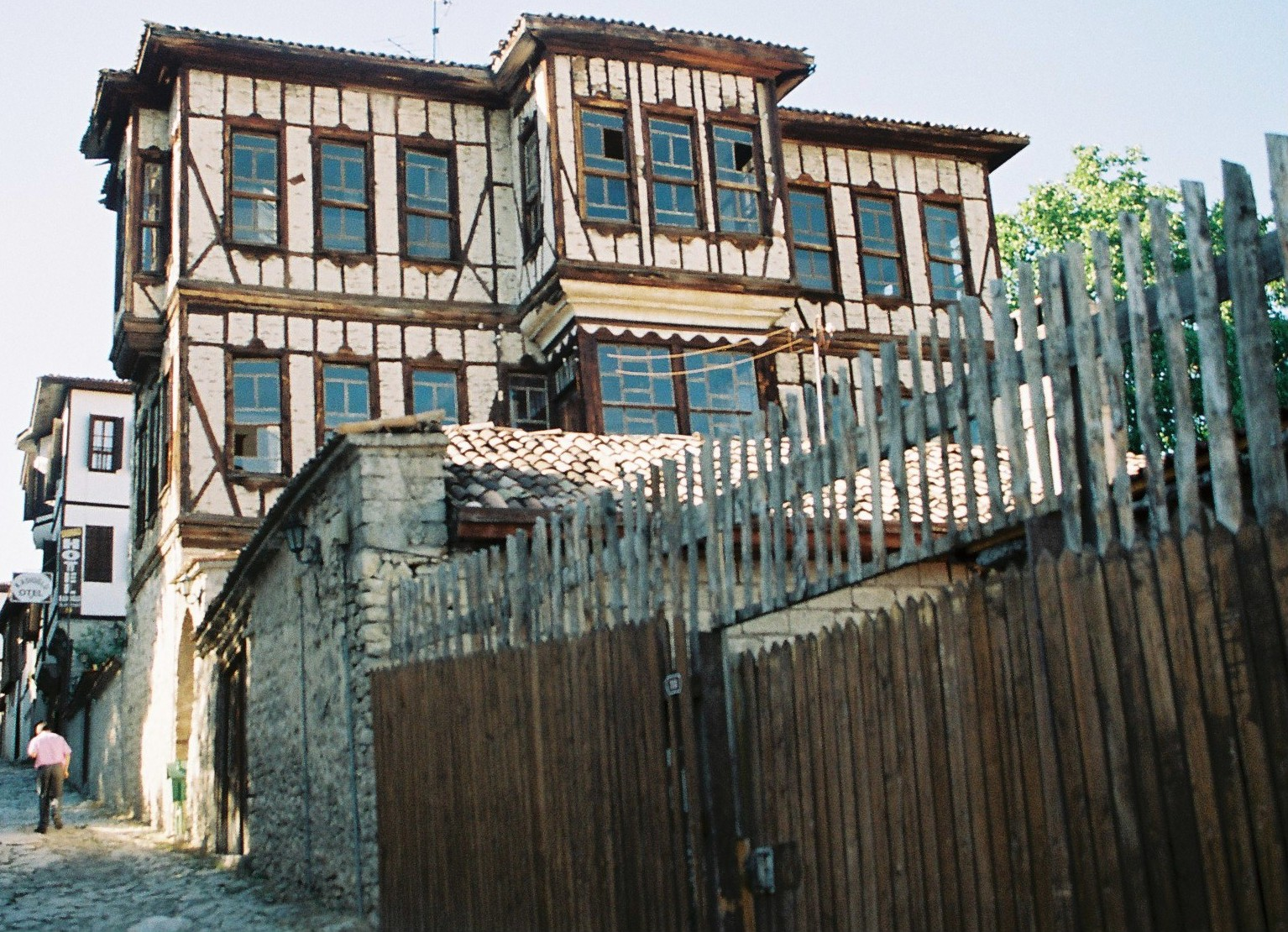
Nhà truyền thống